# 온소진
온소진(溫昭珍, 1986년 10월 2일 ~ )은 대한민국의 바둑 기사이다.

## 약력
2004년에 연구생 입단대회를 통해 입단하였으며 2010년에 6단을 거쳐, 2012년 7월에 7단으로 승단하였다.